# Rhypagla cretula
Rhypagla cretula är en fjärilsart som beskrevs av Freyer 1847. Rhypagla cretula ingår i släktet Rhypagla och familjen nattflyn. Inga underarter finns listade.